# Emil Wilhelm Stark
Emil Wilhelm Stark (* 2. April 1920 in Hohentannen; † 16. September 2006 in Winterthur) war ein Schweizer Rechtswissenschaftler.

## Leben
Stark studierte von 1939 bis 1946 Jura in Genf und Zürich. Nach der Promotion in Zürich 1946 und Habilitation für schweizerisches Privatrecht ebenda 1952 (beides bei Karl Oftinger) wurde er Privatdozent, 1967 Titularprofessor und 1970 (nebenamtlicher) Extraordinarius für Zivilgesetzbuch und Obligationenrecht. Hauptamtlich war er im Anschluss an den Erwerb des Anwaltspatents von 1946 bis 1980 bei der Winterthur Versicherungen AG tätig, wo er ab 1963 die Schadens- und Rechtsabteilung Schweiz leitete. Nach seiner Pensionierung 1980 wurde er Ordinarius an der Universität Zürich. 1988 wurde er emeritiert.
Stark gehörte einer Expertenkommission des Europarats für die Vereinheitlichung des Motorfahrzeughaftpflichtrechts und des Produktehaftpflichtrechts an.

## Schriften (Auswahl)
- Beitrag zur Theorie der Entlastungsgründe im Haftpflichtrecht (Höhere Gewalt, Selbst- und Drittverschulden). Aarau 1946, OCLC 611547072.
- Das Wesen der Haftpflicht des Grundeigentümers nach Art. 679 ZGB. Praktische Anwendung der rechtssystematischen Auslegungsmethode. Zürich 1952, OCLC 611762008.
- Probleme der Vereinheitlichung des Haftpflichtrechts. Referat. Basel 1967, OCLC 641542711.
- Außervertragliches Haftpflichtrecht. Skriptum. Zürich 1988, ISBN 3-7255-2600-1.